# Dominik Meichtry
Dominik Meichtry (San Gallo, 18 novembre 1984) è un ex nuotatore svizzero.
Ha partecipato alle Olimpiadi di Pechino 2008 ottenendo i seguenti risultati: 6º nei 200m sl, 16º nei 100m sl e 27º nei 400m sl.

## Palmarès
- Europei in vasca corta

Fiume 2008: argento nei 200m sl.